# Еврином (демон)
Еврином, или Эврином (др.-греч. Εὐρύνομος), — демон в древнегреческой мифологии, обитавший в подземном царстве и пожиравший тела́ умерших. Художник Полигнот изобразил его в Дельфах в виде чудовища, сидящего на разостланной коже коршуна, с цветом кожи средним между тёмно-синим и чёрным и с оскаленными зубами.
По словам древнегреческего писателя Павсания:

«Эксегеты (толкователи) в Дельфах утверждают, что Эврином является одним из демонов в Аиде и что он пожирает мясо умерших, оставляя им одни кости. Но ни поэма Гомера „Одиссея“, ни так называемая „Миниада“ и „Возвращения“, в которых упоминается об Аиде и его ужасах, не знают никакого демона Эвринома.»
Оригинальный текст (др.-греч.)«Ἔστι δὲ ἀνωτέρω τῶν κατειλεγμένων Εὐρύνομος: δαίμονα εἶναι τῶν ἐν Ἅιδου φασὶν οἱ Δελφῶν ἐξηγηταὶ τὸν Εὐρύνομον, καὶ ὡς τὰς σάρκας περιεσθίει τῶν νεκρῶν, μόνα σφίσιν ἀπολείπων τὰ ὀστᾶ. Ἡ δὲ Ὁμήρου ποίησις ἐς Ὀδυσσέα καὶ ἡ Μινυάς τε καλουμένη καὶ οἱ Νόστοι — μνήμη γὰρ δὴ ἐν ταύταις καὶ Ἅιδου καὶ τῶν ἐκεῖ δειμάτων ἐστὶν — ἴσασιν οὐδένα Εὐρύνομον δαίμονα.»

Еврином (англ. Euronymous) упоминается в главе «The Infernal Names» «Сатанинской Библии» Антона Лавея как одно из дьявольских имён, где утверждается, что этот демон является «греческим принцем смерти». Однако этот тезис является фантазией Лавея, поскольку согласно сохранившимся сведениям этот демон в древнегреческой мифологии — просто мелкий трупоед. Кроме того, Лавей допустил ошибку в имени, написав его как «Euronymous» вместо «Eurynomos».
Интересно, что музыкант Øystein Aarseth (Евронимус) в качестве творческого псевдонима взял именно ошибочный вариант написания.